# 布袋一交流道
布袋一交流道位於臺灣嘉義縣布袋鎮，為臺灣台61線指標270公里處的交流道，連接布袋第三漁港聯絡道。交流道型式為分離式簡易鑽石型，分別在2004年1月19日（南出北入匝道）、2011年7月30日（北出南入匝道）通車，藉由此交流道可前往布袋港與高跟鞋教堂。
|      | 270 布袋一 | 布袋   | 布袋 |
| 南下 | 270 布袋一 | 布袋港 |      |
| 北上 | 270 布袋一 | 新厝仔 |      |

## 外部連結
- 台61線布袋一交流道、布袋二交流道示意圖 （页面存档备份，存于）（交通部公路總局）